# 4516 Пуговкін
4516 Пуговкін (4516 Pugovkin) — астероїд головного поясу, відкритий 28 вересня 1973 року.
Тіссеранів параметр щодо Юпітера — 3,330.